# Tadeusz Kaźmierski (lekkoatleta)
Tadeusz Kaźmierski (ur. 21 stycznia 1934 w Inowrocławiu, zm. 26 maja 2008 tamże) – polski lekkoatleta średniodystansowiec, członek Wunderteamu.
Wystąpił na mistrzostwach Europy w 1958 w Sztokholmie, gdzie został zdyskwalifikowany w półfinale biegu na 800 metrów, a w sztafecie 4 × 400 metrów zajął wraz z kolegami 6. miejsce (sztafeta biegła w składzie: Stanisław Swatowski, Jacek Jakubowski, Kaźmierski i Zbigniew Makomaski).
Był mistrzem Polski w biegu na 800 m w 1957 i 1958 oraz w sztafecie 4 × 400 m w 1960, a także brązowym medalistą na 800 m w 1956 i 1959.
W latach 1956–1959 wystąpił w  dziesięciu meczach reprezentacji Polski (16 startów), odnosząc 1 zwycięstwo indywidualne.
Rekordy życiowe Kaźmierskiego:
| Konkurencja         | Data i miejsce             | Wynik  |
| ------------------- | -------------------------- | ------ |
| bieg na 400 metrów  | 5 października 1958, Spała | 48,4   |
| bieg na 800 metrów  | 2 sierpnia 1958, Warszawa  | 1:46,9 |
| bieg na 1000 metrów | 1 lutego 1958, Dortmund    | 2:25,3 |

Był zawodnikiem klubów Unia Mątwy, Noteć Mątwy i Zawisza Bydgoszcz.
Wieloletni nauczyciel wychowania fizycznego i trener koszykówki dziewcząt w Szkole Podstawowej nr 15 w Inowrocławiu.